# TD-groep
De TD-groep was een Nederlandse verzetsgroep ten tijde van de Tweede Wereldoorlog. De letters 'TD' verwijzen naar het saboteren van de Tweede Distributiestamkaart, een activiteit waar de groep bekendheid mee verwierf.

## Geschiedenis
De TD-groep is ontstaan in 1942 vanuit individuele hulp aan Joodse onderduikers. Toen bleek dat deze (en later ook andere) onderduikers goed geholpen konden worden door hen te voorzien van valse identiteitspapieren, stamkaarten en bonkaarten, ontstond de behoefte aan het landelijk organiseren van contacten met instanties die een rol konden spelen bij het voorzien in deze papieren. Door samenwerking van een aantal mensen in met name het westen van het land (Leusden, Amersfoort en de grote steden zoals Utrecht, Amsterdam, Den Haag en Rotterdam) en uiteindelijk ook landelijk groeide de TD-groep uit tot een netwerk van mensen die leiding konden geven aan het ontwikkelen van methoden om met behulp van Nederlandse ambtenaren te voorzien in de behoefte aan bruikbare identiteitspapieren en bonkaarten voor vervolgden en onderduikers. Zeven van de vijftien leden van de kerngroep waren zelf geen ambtenaren. Uiteindelijk organiseerde de kerngroep van vijftien man met niet meer dan tachtig directe medewerkers een groot deel van het landelijk verzet onder bijna alle arbeidsbureaus, vele distributiekantoren en meer dan 400 gemeentesecretarieën.
Om samen te kunnen werken met ambtenaren in heel Nederland, ongeacht hun levensopvattingen, wilde de TD-groep nadrukkelijk vrij blijven van partijpolitiek en ook in de meeste onafhankelijke verzetsgroepen waarmee de TD-groep samenwerkte, waren mensen met verschillende levensopvattingen vertegenwoordigd.
Van leiding en kader de TD-groep zijn meer dan 14 mensen vanwege hun verzetswerk gearresteerd, gemarteld en daarna vermoord of omgekomen in concentratiekampen of bij gevangenentransporten.
Al vier maanden na de bevrijding publiceerden drie leden van de TD-groep het boek '1940-45 Een analyse van het verzet', waarin zij beschreven waarom en hoe de TD-groep zich heeft gericht op 'burgerlijk verzet'.

## Verzetsactiviteiten
Het doel van de Duitse bezetter was het onder controle brengen van de bevolking
- door het verplicht stellen van persoonlijke identificatie-papieren (zoals het Persoonsbewijs en gepersonaliseerde documenten voor de voedselvoorziening met bonkaarten)
- door het verplichten tot bijdragen aan de Duitse oorlogsindustrie (materieel en door arbeidsinzet)
- door het verplichten tot medewerking aan vervolging (van Joden, onderduikers en verzetsmensen)

Om dit te realiseren schreef de bezetter opeenvolgende administratieve verordeningen en papieren voor, waarvan de uitvoering en controle goeddeels berustte bij de Nederlandse ambtenaren. Dat bood ruim gelegenheid tot 'geruisloze sabotage' van deze verordeningen en papieren. Daartoe legde de TD-groep contacten met ambtenaren op cruciale posities bij het CBS, bevolkingsregisters, distributiekantoren en arbeidsbureaus. Het gebruik van blanco formulieren en vervalsingen van identiteitspapieren, stamkaarten, bonkaarten en dergelijke werd per locatie zorgvuldig gelimiteerd tot 'aanvaardbare percentages' om geen argwaan te wekken bij de bezetter. Dit heeft er voor gezorgd dat veel mensen met een valse identiteit of vervalste vrijstellingen van arbeidsinzet zonder onder te duiken gewoon verder konden leven en werken, terwijl duizenden onderduikers met achterovergedrukte of vervalste distributiepapieren voorzien konden worden van de nodige levensmiddelen.
De strategie en tactiek voor het tegenwerken door mee te werken werd bij elke nieuwe verordening of extra identificatie-verplichting uitgedacht door de verzetsleiding en doorgegeven aan de lokale verzetsgroepen om in samenwerking met lokale ambtenaren de sabotage toe te passen.
Met name bij het door de bezetter invoeren van de met allerlei beveiligingen omgeven Tweede Distributiestamkaart werd de door de TD-verzetsleiding ontwikkelde sabotagemethode breed uitgerold. Daarbij werd samengewerkt met het CBS, met een coördinerend vertegenwoordiger van het Centraal Distributiekantoor, met onafhankelijke verzetsgroepen in de grote steden, met de zelfstandige en lokale TD-groepen in een groot aantal distributiekringen en landelijk met de LO, de Persoonsbewijzencentrale en de Groep-De Groot.
Naar aanleiding van haar werk aan het saboteren van de Tweede Distributiestamkaart werd de groep aangeduid als TD-groep.
Toen de bezetters vanaf september 1944 geen belang meer hadden bij orde en rust en de bevolking op allerlei manieren onder druk gezet werd met roof, arbeidsdwang en vervolging, kon er nauwelijks meer sprake zijn van tegenwerken door meewerken. In die tijd heeft de TD-groep nog wel een rol gespeeld bij de financiering van de stakende spoorwegmensen, met name in Groningen via de Groep-De Groot omdat leiders van het NSF en de LO in Groningen gearresteerd waren.

## Monument

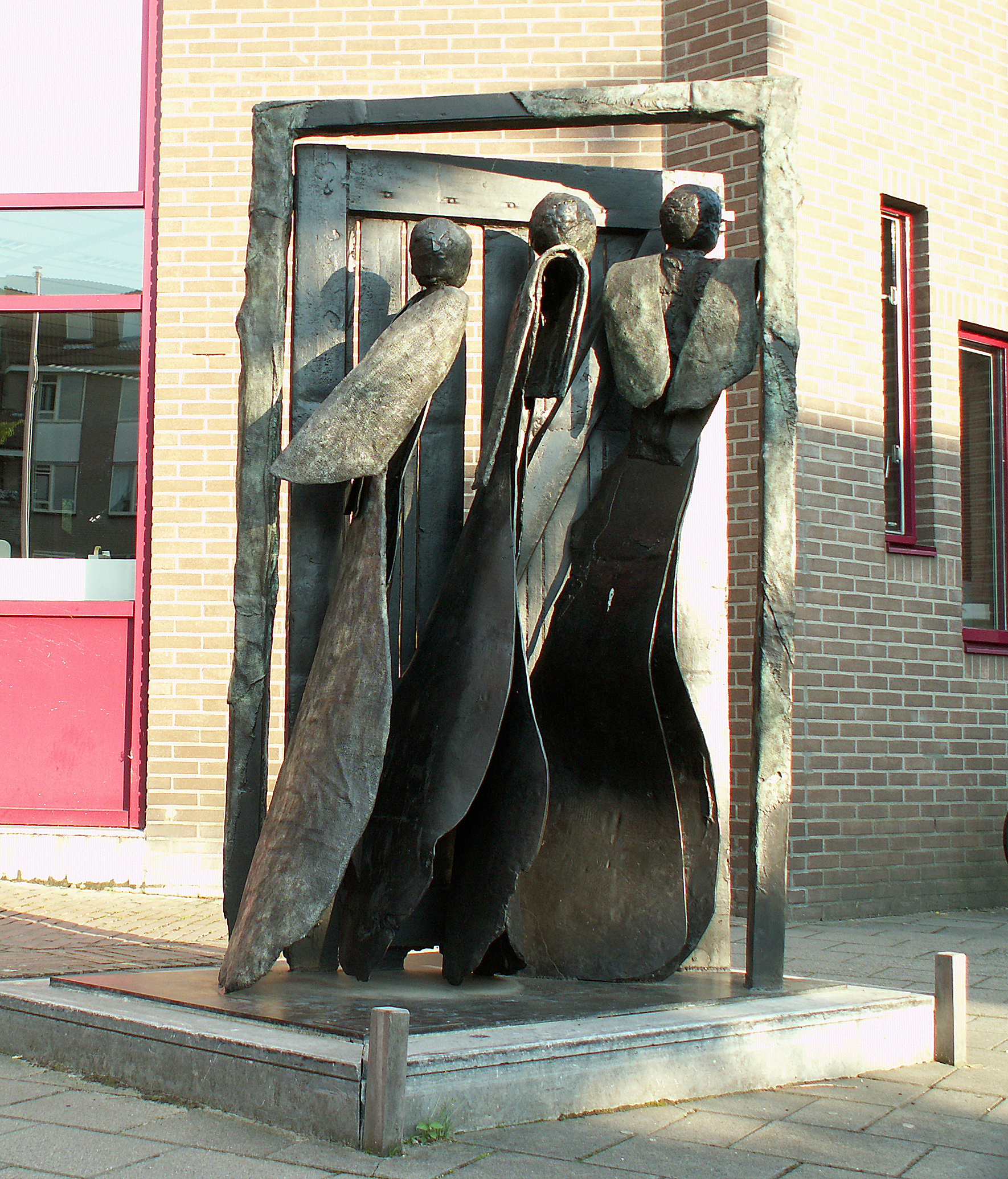
Beeld Het stille ambtenarenverzet van Renée van Leusden

Bij het Gemeentehuis van Leusden staat een bronzen beeldengroep die in 1994 op initiatief van de stichting Kunstkwartier is gemaakt ter nagedachtenis aan het stille ambtenarenverzet van de TD-groep.